# گئورگ بازلیتز
گئورگ بازلیتس (آلمانی: Georg Baselitz؛ زادهٔ ۲۳ ژانویهٔ ۱۹۳۸) با نام اصلی هانس-گئورگ کِرن، نقاش نئواکسپرسیونیست، مجسمه‌ساز و یکی از معروف‌ترین نقاشان معاصر اهل آلمان است.
بازلیتز در اواسط دهه ۱۹۵۰ میلادی به تحصیل در رشته نقاشی در شرق آلمان مشغول شد. بازلیتز زندگی حرفه‌ای خود را با نقاشی شبی باشکوه در زباله‌دان آغاز کرد که مدرسه هنر برلین-وایسنزه آن را به‌خاطر آنچه که «نپختگی هنری» تشخیص داده‌بود، دور انداخت.
بازلیتز در سال ۱۹۶۹ میلادی، به نقاشی وارونه روی آورد. نقاشی‌های وارونه بازلیتز او را در دهه ۱۹۷۰ میلادی به شهرت رساندند.

## آثار
شب بزرگ در زباله‌دان، دروازه باز، شام دیرهنگام در درسدن و ۶۰ تابلوی روسی که بین سال‌های ۱۹۹۸ و ۲۰۰۵ خلق کرد، از آثار قابل توجه گئورگ بازلیتس هستند.

## نگارخانه

شبی باشکوه در زباله‌دان
۱۹۶۳ م.
موزه لودویگ